# Acanthaspidia rostrata
Acanthaspidia rostrata là một loài chân đều trong họ Acanthaspidiidae. Loài này được Menzies & Schultz miêu tả khoa học năm 1967.